# 木靈

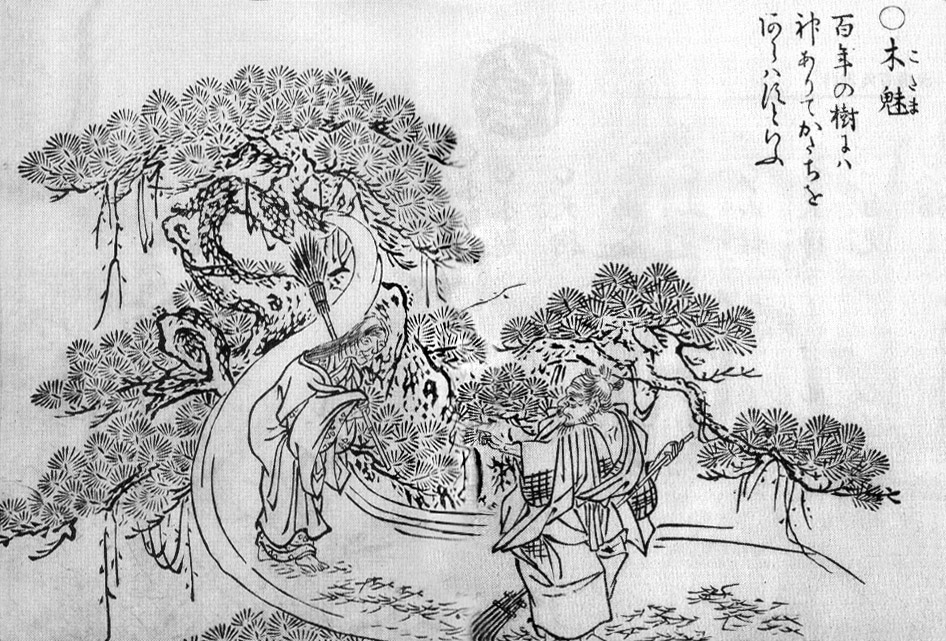
传说中寄宿在树木里的精灵

木靈（日语：／ Kodama）是日本傳說中寄宿在樹木裡的自然精灵。
古代日本人認為，在山谷中的延遲回聲現象是因為神靈會應答人們的呼聲。其中由山神所應答者稱為「山彥」，由木靈所應答者則亦稱木靈，漢字又寫作「谺」。
有木靈寄宿的樹木外觀和普通的樹木無異，但具有不可思議的神通力，若是砍倒將會帶來祟禍。當地人通常會代代相傳哪些樹木有木靈寄宿，並阻止他人砍伐。
中國也有類似於木靈的傳說，如山都木客，但也有人根據傳說認為山都木客是古代越族伐木人。在歐洲，與木靈地位相當的精靈是樹精。

## 记载
- 南朝·宋·鲍照《芜城赋》：“木魅山鬼，野鼠城狐，风嘷雨啸，昏见晨趋。”
- 南朝·梁·吴均 《吴城赋》：“木魅晨走，山鬼夜惊。”
- 唐·李白《过四皓墓》诗：“木魅风号去，山精雨啸旋。”
- 明·高启《送曾主簿之平乐》诗：“木魅长欺客，花蛮少学农。”
- 清·纪昀《阅微草堂笔记·滦阳消夏录三》：“此物非木魅，亦非山魈，盖僬侥之属。”

## 相关
- 树妖
- 日本妖怪列表
- 中国妖怪列表